# 고토촌 (시즈오카현 하마나군 1960년)
고토촌(湖東村)은 시즈오카현의 서부, 하마나군에 속해있던 촌이다. 현재의 하마마쓰시 니시구 북부에 해당한다.

## 역사
- 1956년 9월 30일 - 와지촌, 이사미촌이 합병해 성립하였다.
- 1950년 10월 1일 - 하마마쓰시에 편입해, 동일 고토촌은 폐지되었다.
- 2007년 4월 1일 - 하마마쓰시가 정령지정도시로 승격해, 구촌지역은 니시구에 소속되었다..
- 2024년 1월 1일 - 하마마쓰시의 행정구역 개편에 따라 구촌 지역이 주오구로 편입되었다.

## 교통

### 도로
현재는 도메이 고속도로 하마마쓰 서쪽 나들목과 하마나코 신바시 유료도로가 위치해 있지만, 당시에는 미개통 상태였다. 

## 참고문헌
- 角川日本地名大辞典 22 静岡県